# Mont Mort
Der Mont Mort (italienisch Monte Mort) ist ein Berg in den Walliser Alpen an der Grenze zwischen dem Aostatal in Italien und dem Kanton Wallis in der Schweiz. Er hat eine Höhe von 2866 m ü. M. und liegt etwa einen Kilometer in südöstlicher Richtung vom Grossen St. Bernhard-Pass entfernt.

## Geographie
Der Mont Mort bildet eine markante Anhöhe in der Gebirgskette zwischen dem Entremont im Kanton Wallis und der Vallée du Grand-Saint-Bernard im Süden. Über diesen Bergkamm verläuft die Kontinentale Wasserscheide zwischen den Einzugsgebieten der Rhone und des Po, die in diesem Bereich der Grenze zwischen Italien und der Schweiz entspricht.
Etwa 500 Meter westlich des Hauptgipfels erhebt sich der Nebengipfel Petit Mont Mort mit der Höhe von 2809 Meter über Meer. Dieser Nebengipfel liegt ganz in Italien, weil die Landesgrenze von einem Punkt in der Scharte zwischen beiden Höhen in gerader Linie zum See auf dem Grossen St. Bernhardpass hinunterläuft und hier nicht genau dem Westgrat des Berges und der Wasserscheide folgt.
Nördlich des Berges entspringt ein Quellbach der Dranse d’Entremont, die das Tal am Grossen St. Bernhard in nördlicher Richtung zur Dranse entwässert. Im Süden fliesst der Torrent du Grand-Saint-Bernard zum Artanavaz, einem Seitenfluss des Buthier.
Im Südosten des Mont Mort liegt der Bergübergang Col Ouest de Barasson.
Unter diesem Bergmassiv führt der Grosser-St.-Bernhard-Tunnel hindurch, in welchem auch der Oléoduc du Rhône verlegt ist; das Südportal des Strassentunnels liegt direkt unter der südwestlichen Flanke des Mont Mort fast 1000 Meter tiefer als der Berggipfel, das Nordportal befindet sich einige Kilometer entfernt auf 1914 Meter über Meer.
An der Südflanke des Berges liegt ein Fundort des seltenen Minerals Huttonit.
Am östlichen Berghang des Mont Mort führt die Hochspannungs-Transitlinie, die das Unterwerk Les Grandes Maraiches bei Martigny im Wallis mit Valpelline im Aostatal verbindet, über den Col Ouest de Barasson.